# Rapture of the Deep
Rapture of the Deep – osiemnasty studyjny album grupy Deep Purple wydany 1 listopada 2005 r.
Jest czwartym studyjnym albumem po dołączeniu do zespołu Steve’ego Morse’a w roku 1994 i zarazem drugim albumem weterana klawiatury Dona Aireya.
Producentem albumu jest Mike Bradford, który również wyprodukował poprzedni album Bananas.

## Lista utworów
Wszystkie, z wyjątkiem opisanych skomponowali Ian Gillan, Steve Morse, Roger Glover, Don Airey i Ian Paice.
| 1.  | „Money Talks”                          | 5:32  |
|     |                                        |       |
| 2.  | „Girls Like That”                      | 4:02  |
|     |                                        |       |
| 3.  | „Wrong Man”                            | 4:53  |
|     |                                        |       |
| 4.  | „Rapture Of The Deep”                  | 5:56  |
|     |                                        |       |
| 5.  | „Clearly Quite Absurd”                 | 5:26  |
|     |                                        |       |
| 6.  | „Don’t Let Go”                         | 4:33  |
|     |                                        |       |
| 7.  | „Back To Back”                         | 4:05  |
|     |                                        |       |
| 8.  | „Kiss Tomorrow Goodbye”                | 4:21  |
|     |                                        |       |
| 9.  | „MTV” (bonus na limitowanych edycjach) | 4:55  |
|     |                                        |       |
| 10. | „Junkyard Blues”                       | 5:33  |
|     |                                        |       |
| 11. | „Before Time Began”                    | 6:31  |
|     |                                        |       |
|     |                                        | 55:47 |
|     |                                        |       |

### Specjalna edycja (wydanie czerwiec 2006)

#### CD 1
(cały album studyjny)

#### CD 2
Utwory „live” zarejestrowano 10 października 2005 w londyńskiej Hard Rock Cafe
| 1. | „Clearly Quite Absurd” (remix)                                                                                     |  |
|    | |  |
| 2. | „Things I Never Said” (tylko w japońskim wydaniu CD)                                                               |  |
|    | |  |
| 3. | „The Well-Dressed Guitar” (instrumentalny, odrzut z sesji Bananas)                                                 |  |
|    | - skomponowany przez Morse’a, ale opisany Gillan, Morse, Glover, Airey i Paice                                     |  |
| 4. | „Rapture of the Deep (live)”                                                                                       |  |
|    | |  |
| 5. | „Wrong Man (live)”                                                                                                 |  |
|    | |  |
| 6. | „Highway Star” (live)                                                                                              |  |
|    | - skomponowany przez Gillana, Blackmore’a, Glovera, Lorda i Paice’a, ale opisany Gillan, Blackmore, Glover i Paice |  |
| 7. | „Smoke on the Water” (live)                                                                                        |  |
|    | - skomponowany przez Gillana, Blackmore’a, Glovera, Lorda i Paice’a, ale opisany Gillan, Blackmore, Glover i Paice |  |
| 8. | „Perfect Strangers” (live)                                                                                         |  |
|    | - skomponowany przez Gillana, Blackmore’a i Glovera, ale opisany Gillan, Morse, Glover, Airey i Paice              |  |

## Skład zespołu
- Steve Morse – gitara
- Don Airey – instrumenty klawiszowe
- Ian Gillan – śpiew
- Roger Glover – gitara basowa
- Ian Paice – perkusja